# Sant Quintí (Cardona)
Sant Quintí és una muntanya de 713 metres que es troba al del veïnat de Planés (Cardona), al municipi de Cardona, a la comarca catalana del Bages.
Al cim podem trobar-hi un vèrtex geodèsic (referència 276102001).

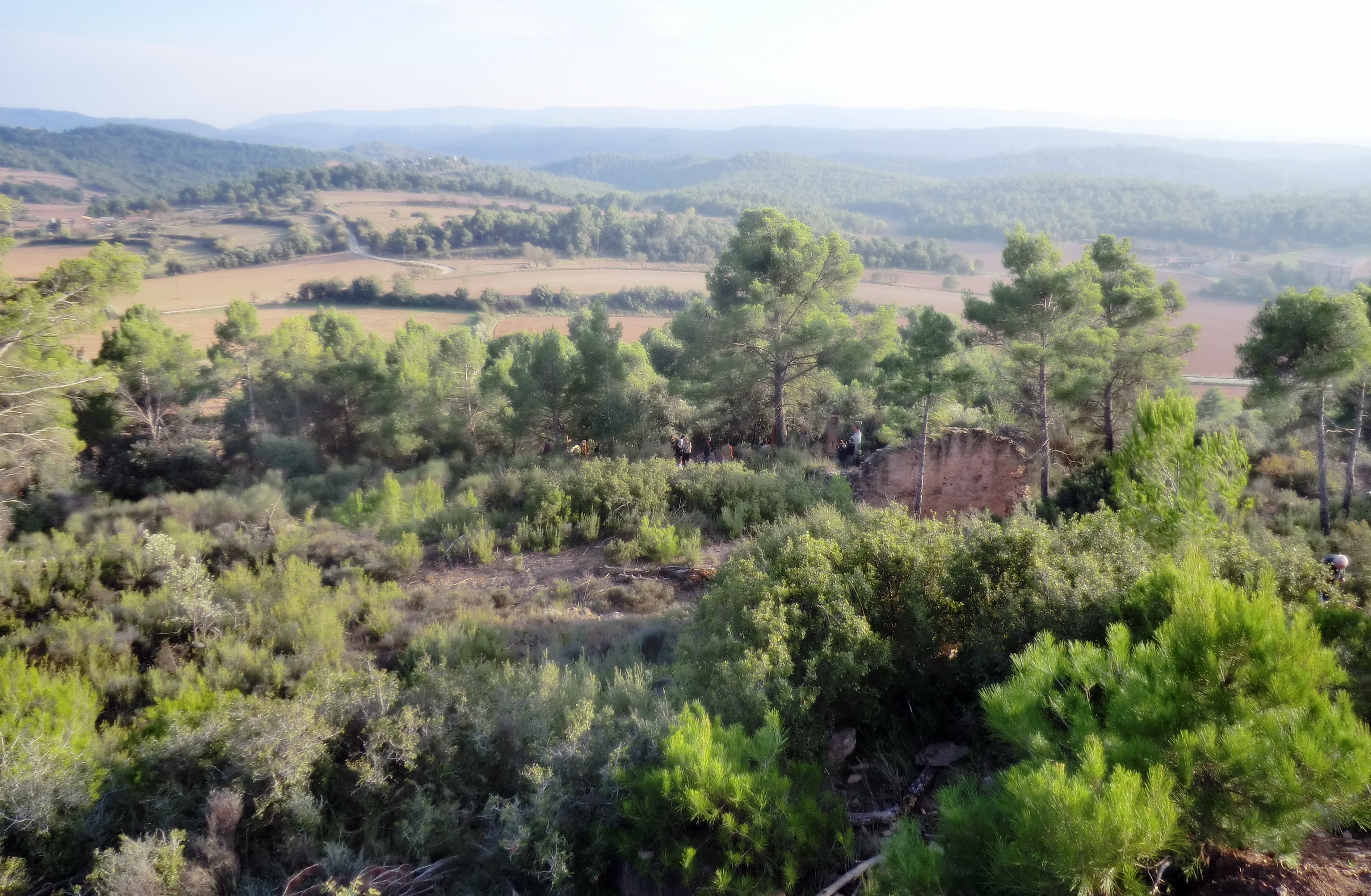
La fotografia és una panoràmica des de l'ermita de Sant Quintí de Cardona, situada a Planès

A l'esquerra del turó hi ha una petita carena, on hi ha les restes d'una sepultura megalítica d'aproximadament el 2000 a. de C. Aquesta zona es coneix com la Barraca dels Moixonaires.
El turó també rep el nom de el mercat de Calaf, ja que en aquest lloc hi acampaven tropes franco-espanyoles durant la Guerra de Successió i els veïns de Calaf hi anaven a vendre'ls coses. També hi tingué lloc la batalla de Sant Quintí (1810).
A les proximitats de la muntanya de Sant Quintí s'hi ha trobat les restes de l'ermita de Sant Quintí i també hi ha la pedra dels francesos, a l'antic camí ral, que és un memorial de la batalla de Sant Quintí que va passar al seu entorn.